# Monumento a Rafael del Riego
L'escultura urbana coneguda pel nom Monumento a Rafael del Riego, ubicada a la plaça de Rafael del Riego, a la ciutat d'Oviedo, Principat d'Astúries, Espanya, és una de les més d'un centenar que adornen els carrers de l'esmentada ciutat espanyola.
El paisatge urbà d'aquesta ciutat, es veu adornat per obres escultòriques, generalment monuments commemoratius dedicats a personatges d'especial rellevància en un primer moment, i més purament artístiques des de finals del segle xx.
L'escultura, feta de bronze, és obra de José Antonio Nava Iglesias, i està datada 1993.
Es tracta d'un petit bust de bronze, situat dalt d'un elevat pedestal de pedra, que va ser inaugurat el 7 de novembre de 1993. En el front del pedestal hi ha una placa de marbre amb la següent inscripció: " AL ILUSTRE/GENERAL/TINETENSE/RAFAEL/DEL RIEGO/DEFENSOR/DE LA/CONSTITUCIÓN/DE 1812/EL AYUNTAMIENTO/DE OVIEDO ". Va ser realitzat a petició dels ajuntaments d'Oviedo i Tinéu i del RIDEA.